# Pedro María Freites
Pedro María Freites (nacido como Pedro María Freites del Bastardo, el 15 de diciembre de 1790, Barcelona, Provincia de Barcelona, Capitanía General de Venezuela, Imperio Español) fue un militar, político y uno de los libertadores y próceres de la independencia de Venezuela. Fue gobernador militar de Barcelona cuando ocurrió la masacre de la Casa Fuerte el 7 de abril de 1817.

## Biografía

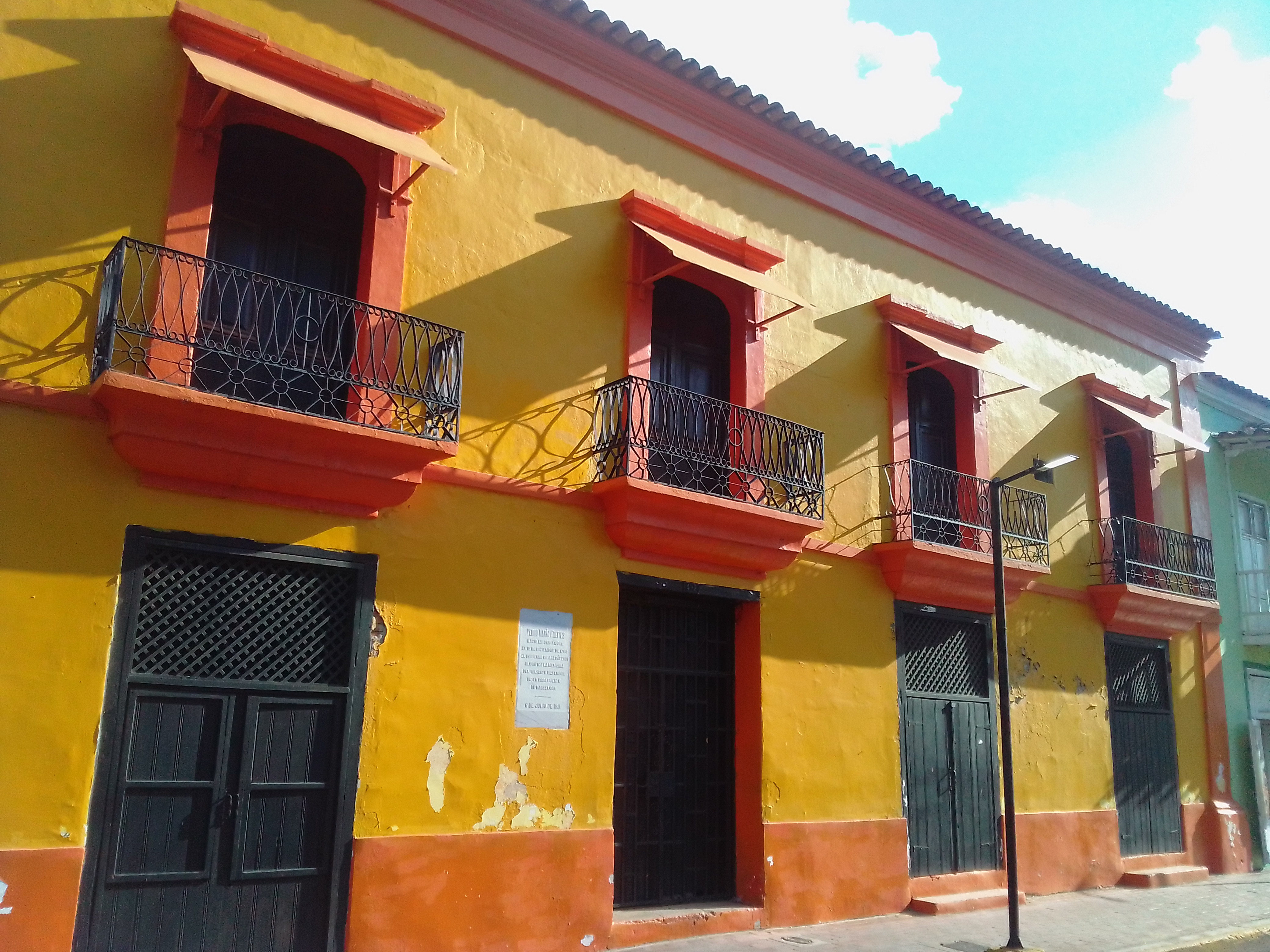
Casa natal de Pedro María Freites

Freites nació el 15 de diciembre de 1790 en Barcelona, hijo del mariscal de campo José Antonio Freites de Guevara, gobernador de Barcelona (1810-1811), suscriptor del acta provincial que reconocía el movimiento de abril de 1810 y fallecido en Maturín (11 de diciembre de 1814), y doña María Graciosa del Bastardo y Loaisa. A temprana edad cursa estudios en la Academia Militar, entonces dirigida por el coronel Sebastián de Blesa. Se unió a la causa independentista desde los sucesos del 19 de abril de 1810, siguiendo los pasos de su padre. Después de la proclamación de la Independencia de Venezuela (5 de julio de 1811) y siendo teniente coronel marchó contra Soledad, población que se había mantenido realista, a mediados de 1811.
Posteriormente participó de la campaña de Guayana. En enero de 1812 se unió a los coroneles Francisco González Moreno y Francisco Javier de Sola, para apoyar el avance del coronel Manuel Villapol. Después que este último fue vencido en Sorondo (23 de marzo), Villapol se retiró a Maturín y González y de Sola a El Pao; Fredes reunió a los dispersos y heridos que pudo y los lideró a Barcelona. Después de la caída de la Primera República huye a Trinidad y participa de la expedición de Chacachacare. En 1813 asumió el gobierno de la provincia de Cumaná por ausencia del coronel Agustín Arrioja y a las órdenes del general Santiago Mariño elimina toda resistencia monárquica en la provincia de Barcelona.
En 1814, durante la Segunda República, sigue a Mariño a los Valles de Aragua para ayudar al general Simón Bolívar. Combate en Bocachica (31 de marzo), Arao (16 de abril), Carabobo (28 de mayo) y La Puerta (15 de junio). Él y sus compañeros son vencidos por los llaneros de José Tomás Boves y se une a la emigración a Oriente, destacando en los combates de Aragua de Barcelona (17 de agosto), Urica (5 de diciembre) y Maturín (11 de diciembre). Se une a las guerrillas patriotas de los llanos orientales, pero al llegar la expedición de Pablo Morillo escapa a Saint Thomas y luego a Haití.
En 1816 se unió a la expedición de Los Cayos, con destacada participación en Los Frailes (2 de mayo). Finalmente, desembarcó en Carúpano (1 de junio) y se unió a la columna del general de división Manuel Piar, que marchó a Maturín. En el camino llegaron a Barcelona, donde se unieron a la columna del brigadier Gregor MacGregor y juntos lucharon en El Juncal, donde Freites mandó la infantería del ala izquierda (27 de septiembre). Durante septiembre de ese año se casó con María Ignacia Salaverría y Polo, con quien tuvo cuatro hijos: Olegario, Antonio María, Raimundo y Benito. 

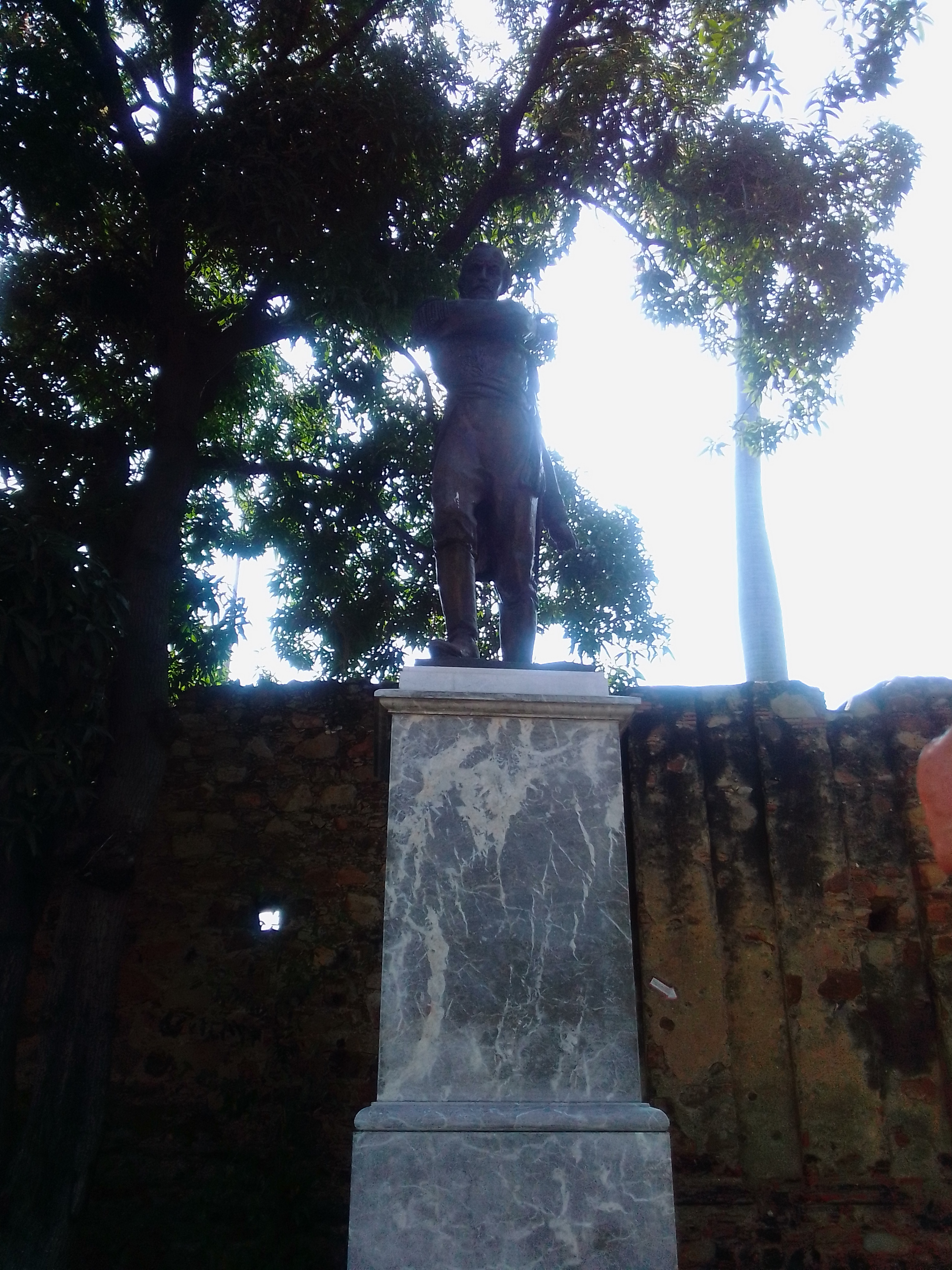
Estatua de Pedro María Freites en la Casa Fuerte de Barcelona.

Piar lo ascendió a general de brigada y comandante general de la provincia de Barcelona (15 de octubre). Venció una columna realista en Cruz de Cumanagoto que intentaba avanzar sobre la ciudad y le forzó a retirarse a Cumaná (24 de octubre). El 1 de enero de 1817 es nombrado por Bolívar mayor general del ejército y se le ordena reunir hombres, caballos y víveres y unirse al general José Tadeo Monagas en Aragua de Barcelona. Vuelve a la ciudad de Barcelona el 16 de febrero, quedando a cargo cuando Bolívar marcha a Guayana (25 de marzo). El 5 de abril la urbe es rodeada por el brigadier Pascual del Real y se refugia con su guarnición y civiles en la Casa Fuerte. Ahí resiste por dos días hasta el asalto y masacre finales, donde es herido y capturado. Fue ejecutado en Caracas el 17 de abril por el capitán general Salvador de Moxos acompañado por el doctor Francisco Esteban Rivas, quien fue ejecutado semanas más tarde.